# Lygromma peruvianum
Lygromma peruvianum là một loài nhện trong họ Gnaphosidae.
Loài này thuộc chi Lygromma. Lygromma peruvianum được Norman I. Platnick & Mohammad U. Shadab miêu tả năm 1976.